# Núcleo supraquiasmático
El núcleo supraquiasmático (SCN por sus siglas en inglés) es el centro principal de regulación de los ritmos circadianos. Mediante diversas proyecciones sincroniza los ritmos periféricos y estimula la secreción de melatonina por la glándula pineal. Es conocido como el marcapasos central ya que se ocupa de sincronizar los diversos ritmos periféricos con los estímulos externos que le informan sobre los cambios de luz y temperatura generados por la rotación de la tierra. Estos estímulos se conocen por su término alemán zeitgeber.

## Localización
El núcleo supraquiasmático se trata de un grupo de unas 20 000 neuronas del hipotálamo (región anterior) medial situadas dorsales al quiasma óptico, de donde recibe el nombre.

## Funcionamiento
La destrucción del núcleo supraquiasmático (NSQ) lleva a la ausencia de ritmos regulares en los mamíferos debido a la falta de sincronización central. Con respecto al ciclo de sueño/vigilia, la lesión de este núcleo NSQ elimina su ritmicidad pero se sigue presentando de forma aleatoria. Por otra parte, si las células del NSQ se cultivan in vitro, mantienen su propio ritmo en ausencia de señales externas. De acuerdo con esto, está establecido que el núcleo supraquiasmático conforma el reloj endógeno que regula los ritmos circadianos.
El NSQ mantiene un ritmo endógeno relativamente estable mediante ciclos de retroalimentación positiva y negativa que le permiten mandar señales con una oscilación de unas 24 horas al resto de los órganos con funcionamiento cíclico. En el núcleo de estos ciclos se encuentran las proteínas CLOCK y BMAL1.
El núcleo supraquiasmático recibe información sobre la luz ambiental a través de los ojos, ya que la retina contiene no sólo fotorreceptores clásicos que nos permiten distinguir formas y colores, sino también células ganglionares con un pigmento llamado melanopsina, las cuales a través del tracto retinohipotalámico llevan información al núcleo supraquiasmático mediante sinapsis glutamatérgicas. El núcleo supraquiasmático toma esta información sobre el ciclo luz/oscuridad externo, la interpreta, y la envía al ganglio cervical superior, y desde aquí la señal es redirigida a la glándula pineal o epífisis, estructura que secreta la hormona melatonina en respuesta. La secreción de melatonina es baja durante el día y aumenta durante la noche.